# Sverre Nordby
Sverre Nordby (13 marzo 1910 – 4 dicembre 1978) è stato un calciatore norvegese, di ruolo portiere.

## Carriera

### Club
Nordby vestì la maglia del Mjøndalen.

### Nazionale
Giocò 10 incontri per la Norvegia, partecipando anche al campionato del mondo 1938. Esordì il 24 ottobre 1937, nella sconfitta per 3-0 contro la Germania, a Berlino.